# Moravské Budějovice (zámek)
Zámek Moravské Budějovice stojí na náměstí Míru ve městě Moravské Budějovice. Od roku 1968 je chráněn jako kulturní památka. V těsném sousedství se nachází Kostel svatého Jiljí.

## Historie
Moravské Budějovice byly do roku 1522 v majetku Bítovských z Lichtenburka. V tom roce je od Jindřicha z Lichtenburka odkoupili Zdeněk a Burian Brtničtí z Valdštejna. Ani ti ve městě však nesídlili. V roce 1626 získal město jako konfiskát Hanibal ze Schaumburku, jehož synovec, hrabě Rudolf Jindřich ze Schaumburku, nechal v letech 1666–1672 postavit na náměstí barokní zámek, jemuž padla za oběť čtveřice renesančních měšťanských domů. Do zámeckého areálu byla začleněna i budova radnice z roku 1592. V majetku Schaumburků zámek zůstal do roku 1736, kdy jej odkoupil hrabě František Václav Wallis. Wallisové nechali areál klasicistně sjednotit a drželi jej do roku 1928, kdy zámek zdědila Anna Marie Schaffgotschová. V roce 1945 patřil nejprve státu, o rok později přešel do rukou města Moravské Budějovice. Od 5. října 1947 je v jeho prostorách umístěno muzeum. Kromě expozice Řemesel a živností jihozápadní Moravy je na zámku možné navštívit prohlídkový okruh Příběh města a zámku mapující historii samotného města a znázorňující život na moravskobudějovickém zámku za posledních šlechtických majitelů.

## Popis
Zámek je památkově chráněn jako areál, součástí areálu je budova zámku, konírna, zámecký park, ohraní zeď s branami, průčelí s branou a dům správce.
Budova zámku je jednopatrová, rozčleněna asymetricky vstupním rizalitem, v přízemí je prolomeno 16 oken, v patře je pak oken 17. Okna v přízemí jsou pravoúhlá se šambránou a nadokenní římsou, v patře pak jsou okna pravoúhlá se šambránou a nadokenní i podokenní římsou. Patra jsou oddělena kordonovou římsou.